# Otto von Tettenborn (Bergrat)
Otto von Tettenborn († 1613) war ein hessischer Amtmann, kursächsischer Bergrat und Amtshauptmann.

## Leben und Wirken
Er stammte aus der Adelsfamilie von Tettenborn und war der zweite Sohn von Bernhard (II)von Tettenborn und der Veronica geb. von Kutzleben. Er hielt sich lange Zeit zu Studienzwecken im Ausland auf, darunter am Hof in Konstantinopel. Später wurde er im hessischen Lichtenberg Amtmann. Als solcher nahm er 1582 am Reichstag in Augsburg teil. 1594 folgte er dem Ruf in das Kurfürstentum Sachsen. Hier ernannte ihn in Dresden der Administrator Friedrich Wilhelm zum Kammer- und Bergrat. Später wurde er auch Amtshauptmann in Sangerhausen.
Nach zähen Verhandlungen erwarb er 1608 von der Familie von Trebra das Rittergut Nausitz. Auch befand sich das Gut Gundersleben in seinem Besitz. Er hatte mit seiner Ehefrau Lucia geb. von Oeynhausen zwölf Kinder, von denen zwei Söhne den Stamm fortsetzten.